# Jodokus Tauchen

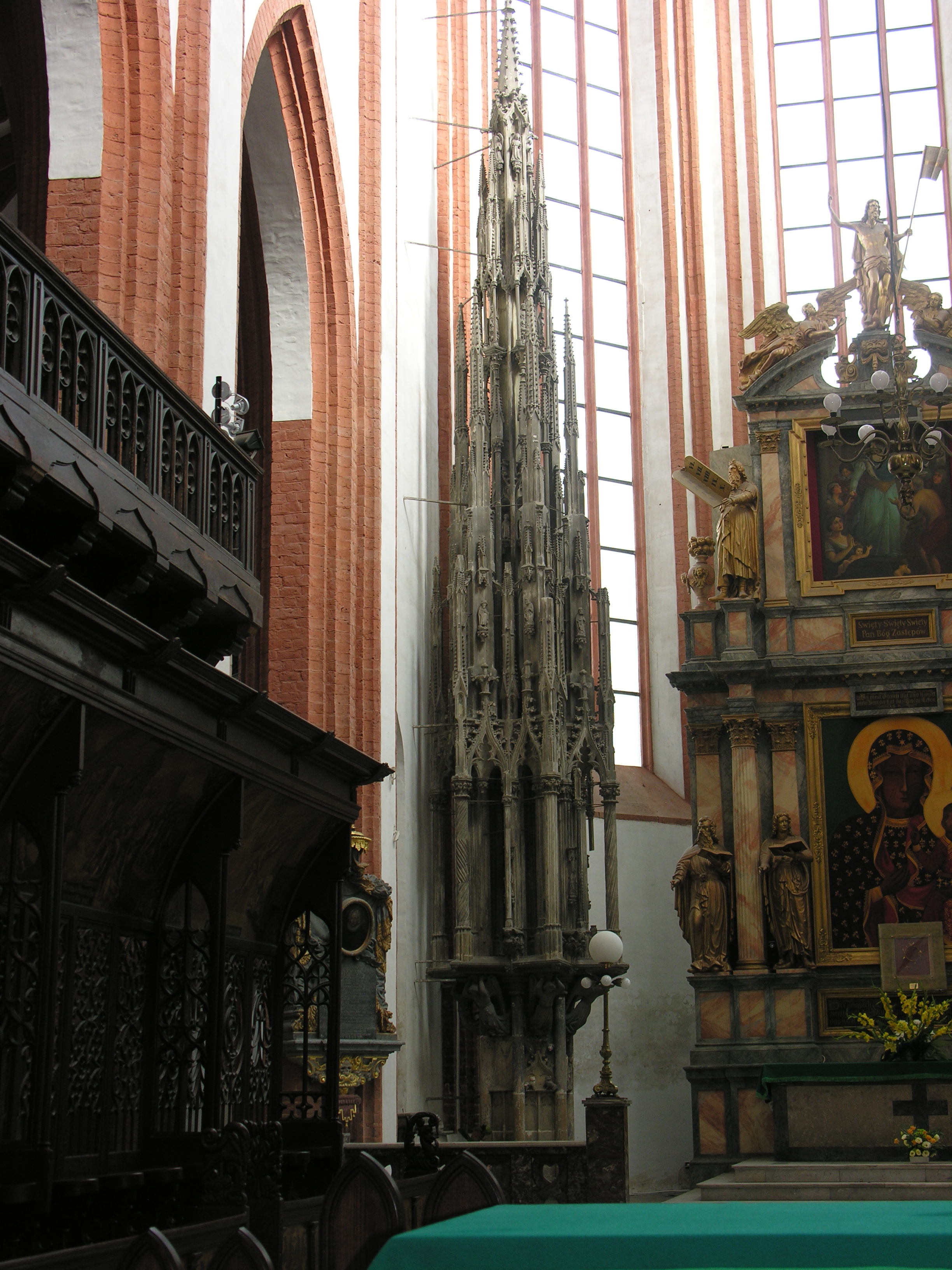
Sakramentarium w kościele św. Elżbiety we Wrocławiu

Jodokus Tauchen występujący w literaturze także jako Jost Tauchen (wzmiankowany 1425–1495) – mistrz kamieniarski, rzeźbiarz i ludwisarz.
Pochodził zapewne z Legnicy. Początkowo pracował w Zgorzelcu. W 1451 r. przybył do Wrocławia. W 1476 r. został starszym cechu kamieniarzy i murarzy. Swoje dzieła wykonywał w piaskowcu, sztucznym kamieniu i brązie. 

## Najważniejsze dzieła
- sakramentarium w kościele św. Elżbiety we Wrocławiu, 1453–1455 – jedna z rzeźb aniołów przedstawia być może portret artysty trzymający herb z własnym gmerkiem[1].
- brązowa chrzcielnica w kościele św. Elżbiety we Wrocławiu, obecnie w Muzeum Narodowym w Warszawie
- brązowa chrzcielnica w kościele w Bańskiej Bystrzycy
- brązowa płyta nagrobna arcybiskupa Jana Sprowskiego w katedrze w Gnieźnie, zamówiona 1462
- chór zakonny w kościele NMP na Piasku we Wrocławiu, 1463–1464, nie zachowany
- kaplica Ph. Dachsa przy kościele NMP na Piasku, 1466–1469